# Ariane 3
L'Ariane 3 era un sistema de llançament espacial dissenyat i produït per l'Agència Espacial Europea dins del programa Ariane i comercialitzat per la seva subsidiària, Arianespace.

## Característiques
L'Ariane 3 és el successor de l'Ariane 2, amb el qual té moltes similituds. La principal diferència són els coets que té a cada costat en la primera etapa, dos en total, que milloren la potència, permetent a l'Ariane 3 transportar dos satèl·lits de fins a 1100 kg cadascun.
Els coets de combustible sòlid de l'Ariane 3 mesuren 9,31 m d'alçada i poden transportar 7,35 tones de combustible, de les quals el 71% és perclorat d'amoni, el 16% és alumini i el 13% és polibutadiè) que empenyen el coet amb una potència de 68 tones durant 28 segons.
Per a transportar els dos satèl·lits es va desenvolupar l'estructura SYLDA (System Lancement Double Ariane).

## Història operativa
El primer vol de l'Ariane 3 va ser el 4 d'agost de 1984, en el que va posar en òrbita geoestacionària a dos satèl·lits: ECS-2 i Telecom 1A. En total es van realitzar 11 llançament de l'Ariane 3 entre 1984 i 1989, tots amb èxit.